# Margit Korondi
Margit Korondi, nach Heirat Plachy, (* 24. Juni 1932 in Celje, Jugoslawien; † 6. März 2022 in Las Vegas, Vereinigte Staaten) war eine ungarische Kunstturnerin, die zwei olympische Goldmedaillen gewann.

## Leben
Margit Korondi siegte 1951 im Bodenturnen bei den ungarischen Meisterschaften. Mit 20 Jahren nahm sie an den Olympischen Spielen 1952 in Helsinki teil. In der Mannschaftswertung belegten die Ungarinnen den zweiten Platz hinter der Mannschaft aus der Sowjetunion. Margit Korondi gewann als beste ihrer Mannschaft Bronze in der Mehrkampfwertung. An den Einzelgeräten gewann sie Gold am Stufenbarren und erhielt am Boden und am Schwebebalken jeweils Bronze. Im Pferdsprung wurde sie 22. und verpasste dadurch eine bessere Platzierung in der Mehrkampfwertung. In der Gruppengymnastik gewann Korondi mit der ungarischen Mannschaft hinter den Schwedinnen und der sowjetischen Mannschaft Bronze.
Ende Oktober 1956 fand der Ungarische Volksaufstand statt. Das ungarische Team bei den Olympischen Spielen 1956 in Melbourne wurde immer dann besonders von Exil-Ungarn gefeiert, wenn es im direkten Duell mit der Mannschaft der Sowjetunion antrat. Die ungarischen Turnerinnen um Ágnes Keleti, Olga Tass und Margit Korondi unterlagen in der Mannschaftswertung mit 1,3 Punkten Rückstand gegen die sowjetische Mannschaft. In der Mehrkampfwertung belegte Margit Korondi den zwölften Platz, der siebte Platz am Schwebebalken war ihre beste Platzierung an den Einzelgeräten. Zum Abschluss der Wettbewerbe gewann die ungarische Mannschaft noch die Gruppengymnastik vor den Schwedinnen und den Mannschaften aus Polen und aus der Sowjetunion.
Nach den Olympischen Spielen kehrte Korondi nicht nach Ungarn zurück, sondern wanderte in die Vereinigten Staaten aus. Sie heiratete den ungarischen Boxer Mátyás Plachy und lebte mit ihm in Houston. Die Ehe wurde aber recht bald wieder geschieden. 1964 heiratete sie den ehemaligen Wasserballspieler János Szalay.